# Crocidura grayi
Crocidura grayi — вид ссавців родини Soricidae. Це ендемік Філіппін. Вид поширений у первинних низинних, гірських і мохових лісах і рідше у вторинних лісах. За межами лісових масивів не зустрічається.